# Lijst van beelden in Veere
Dit is een (onvolledige) chronologische lijst van beelden in Veere. Onder een beeld wordt hier verstaan elk driedimensionaal kunstwerk in de openbare ruimte van de Nederlandse gemeente Veere, waarbij beeld wordt gebruikt als verzamelbegrip voor sculpturen, standbeelden, installaties, gedenktekens en overige beeldhouwwerken.
Voor een volledig overzicht van de beschikbare afbeeldingen zie: Beelden in Veere op Wikimedia Commons.
| Geplaatst                                              | Omschrijving                                        | Kunstenaar                                               | Straat                                 | Plaats        | Materiaal                               | Afbeelding |
| ------------------------------------------------------ | --------------------------------------------------- | -------------------------------------------------------- | -------------------------------------- | ------------- | --------------------------------------- | ---------- |
| 1910                                                   | Johann Georg Mezger                                 | August Falise                                            | 't Groentje                            | Domburg       | brons                                   |            |
| 1912                                                   | Louis Sommerhof                                     | H. Echalt                                                | Babelweg, alg. begraafplaats           | Domburg       | steen                                   |            |
| 1934 (Originelen uit 1517 in museum De Schotse Huizen) | Heren en vrouwen van Borssele                       | Ludwig Oswald Wenckebach (Origineel door Michiel Ywijns) | Stadhuis van Veere                     | Veere         |                                         |            |
| 1948                                                   | Monument WO II (knielende vrouw)                    | Liesbeth Messer-Heijbroek                                | Babelweg, alg. begraafplaats           | Domburg       | steen                                   |            |
| 1954                                                   | Zeemeermin met wapen                                | Onbekend                                                 | Markt, bordes voormalig stadhuis       | Westkapelle   | steen                                   |            |
| 1966                                                   | Wind en water                                       | Carel Kneulman                                           | Veerse Gatdam                          | Vrouwenpolder | brons                                   |            |
| 1979                                                   | Adriaen Valerius                                    | Mari Andriessen                                          | Goese Koornmarkt                       | Veere         |                                         |            |
| 1979                                                   | De dijkwerker                                       | Ad Braat                                                 | Markt                                  | Westkapelle   | brons                                   |            |
| 1983                                                   | Zittende vrouw                                      | An Goedbloed                                             | Oudestraat                             | Veere         | brons                                   |            |
| 1984                                                   | Bevrijdingsmonument                                 | An Goedbloed                                             | Noordweg / Vrouwenpolderseweg          | Serooskerke   | brons                                   |            |
| 1987                                                   | Spelende Kinderen                                   | Phonse van Daalen                                        | Markt                                  | Veere         | brons                                   |            |
| 1989                                                   | Mondriaanbank met Nehalennia                        | Guido Metsers                                            | Boulevard van Schagen                  | Domburg       | brons                                   |            |
| 1990                                                   | Inundatiemonument                                   | David van de Kop                                         | Polredijk                              | Veere         |                                         |            |
| 1990 (Gerestaureerd 2010)                              | Inundatiemonument                                   | Rudi van de Wint                                         | Zeedijk (t.h.v. Zuiderhoofdweg)        | Westkapelle   | Metalen raamwerk, bekleding van Bitumen |            |
| 1991                                                   | Walcherse boerin                                    | Antoon Luyckx                                            | Kerkplein                              | Biggekerke    | brons                                   |            |
| 1996                                                   | Zeêwsen boer                                        | Antoon Luyckx                                            |                                        | Zoutelande    | brons                                   |            |
| 1997                                                   | De Veerse Bengel                                    | Eliënne Veldkamp-Knook                                   | Wijngaardstraat                        | Veere         | steen                                   |            |
| 2002                                                   | De Heerlijkheid                                     | Gijs Assmann                                             | Wijngaardstraat                        | Veere         |                                         |            |
| 2005                                                   | Marathonloper                                       | Guus Keser                                               | Boulevard                              | Zoutelande    |                                         |            |
| 2010                                                   | "Veerse rede, ankerplaats voor redders van de zee". | Toos van Holstein                                        | Hoek Kaai en Markt                     | Veere         |                                         |            |
| 2011                                                   | Moluks Herdenkingsmonument                          | Trinette Ledelay                                         | Zeedijk                                | Westkapelle   | Brons                                   |            |
| 2013                                                   | Ode aan Charley Toorop                              | Gijs Assmann                                             | Zeedijk (t.h.v. Achterweg)             | Westkapelle   | Wit brons                               |            |
| 2015                                                   | Rika Ghijsen                                        | Leendert Houtekamer                                      | Kruispunt Schelpweg/Voorthuijsenstraat | Domburg       | Hardsteen                               |            |
|                                                        | Baadster                                            | Guus Keser                                               | 't Groentje                            | Domburg       |                                         |            |

1. ↑  Standbeeld Ghijsen. Zeeuws woordenboek. Geraadpleegd op 24 oktober 2024.